# NGC 6340

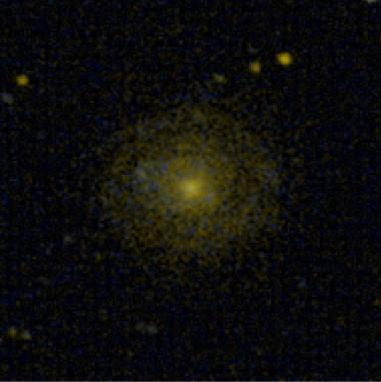
NGC 6340

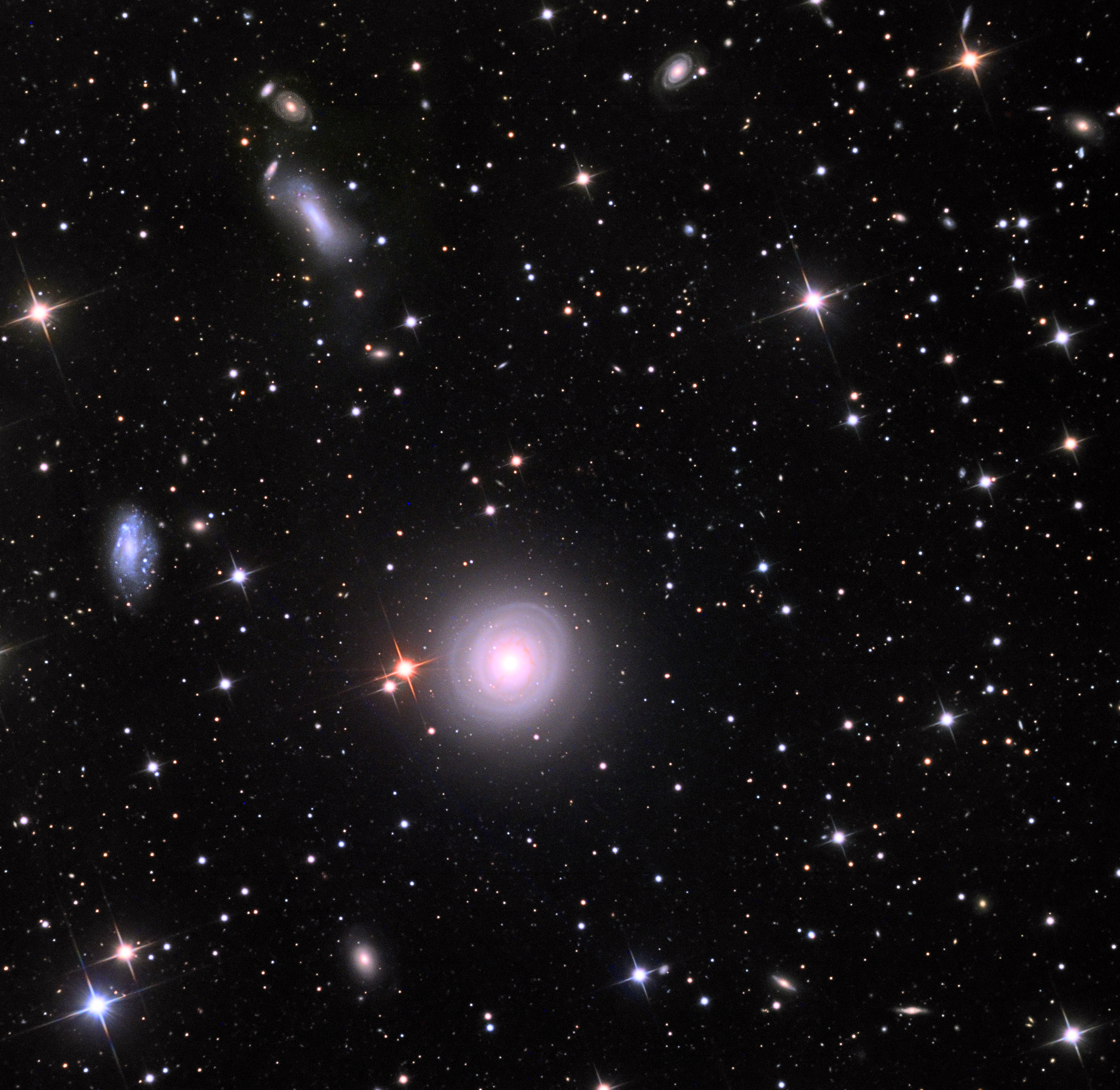
NGC 6340

 NGC 6340  هي مجرة حلزونيةتقع في كوكبة التنين (كوكبة). تبعد حوالي من 55 مليون سنة ضوئية.

## وصلات خارجية
- NGC 6340 على موقع ويكي سكاي: DSS2, SDSS, GALEX, IRAS, Hydrogen α, X-Ray, Astrophoto, Sky Map, Articles and images